# James Dyson
James Dyson (ur. 2 maja 1947 w Cromer) – brytyjski projektant urządzeń przemysłowych oraz założyciel Dyson Ltd. Najbardziej znany jako wynalazca bezworkowego odkurzacza działającego na zasadzie wykorzystania separacji cyklonicznej. W 2008 roku wartość majątku Jamesa Dysona oszacowano na 1,1 miliarda funtów brytyjskich.

## Życiorys

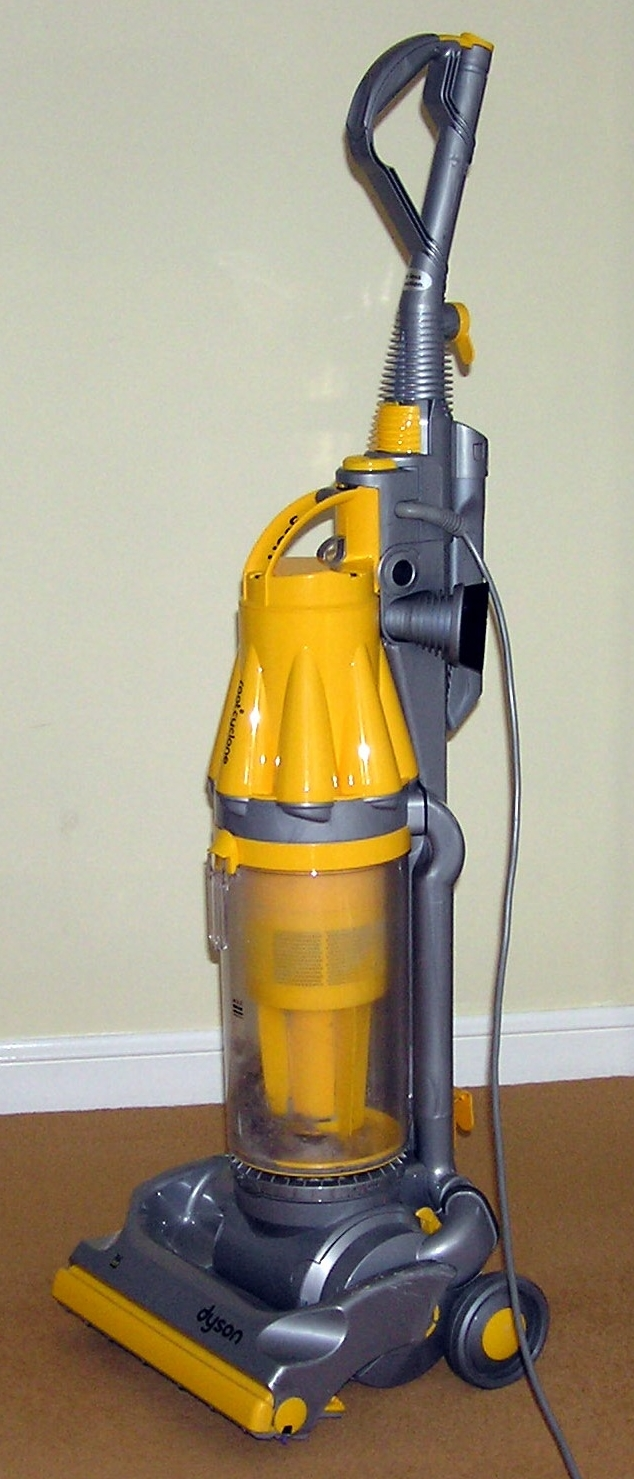
Odkurzacz DC 07 (Dual Cyclone 07) firmy Dyson Ltd.

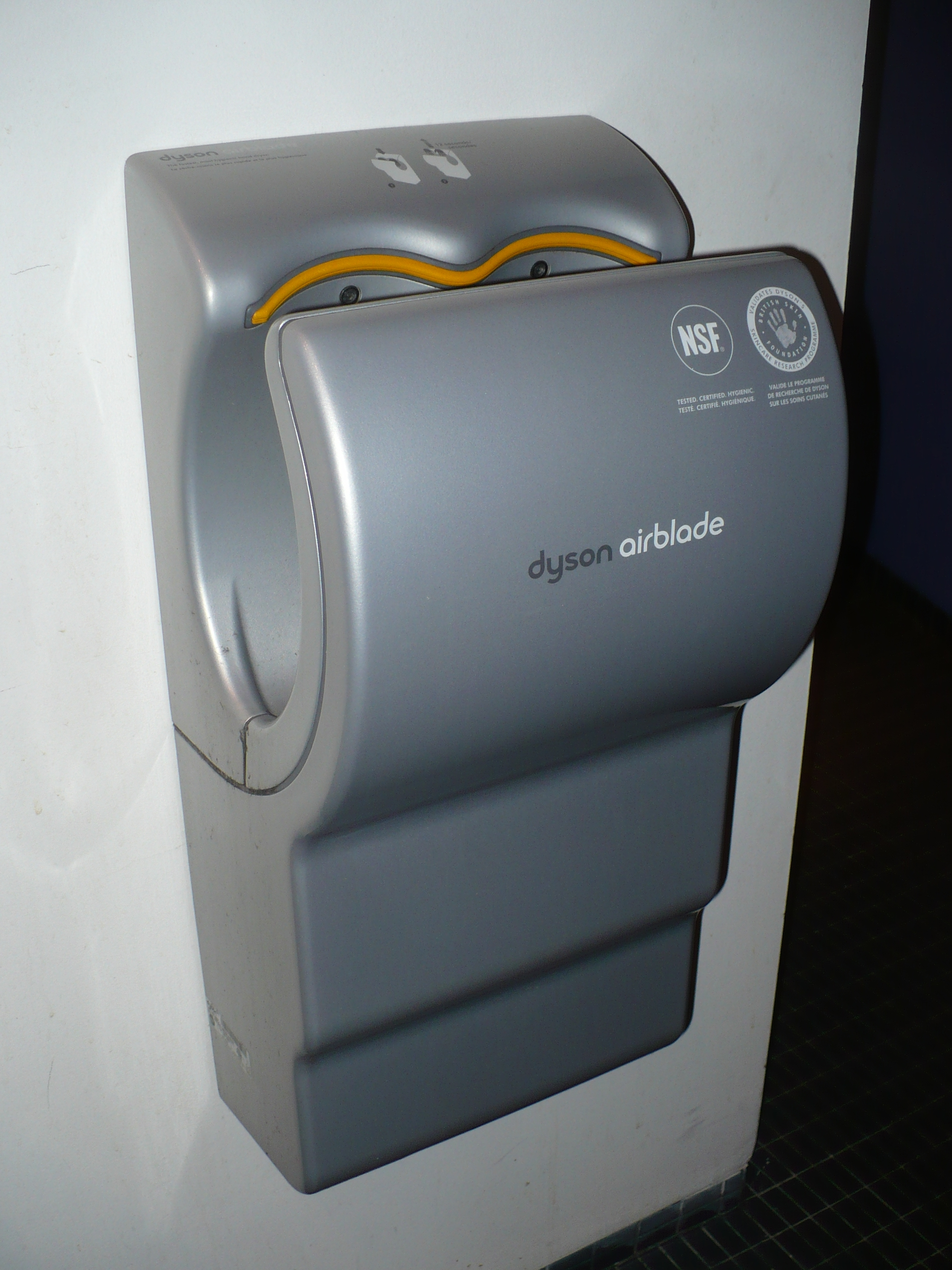
Suszarka do rąk firmy Dyson Ltd.

Dyson urodził się w Cromer, w hrabstwie Norfolk, w Anglii. Był jednym z trojga dzieci Aleca Dysona. W latach 1956–1965 uczęszczał do Gresham School w miejscowości Holt w Norfolk. W szkole  osiągał dobre wyniki w biegach długodystansowych. Rok 1965/1966 spędził w Byam Shaw School of Art (dzisiaj część Central Saint Martins College of Art and Design). Zanim zajął się inżynierią, studiował architekturę wnętrz i projektowanie mebli w Royal College of Art.
W roku 1968 Dyson ożenił się z Deirdre Hindmarsh. Częściowo dzięki wsparciu finansowemu ze strony żony, nauczycielki rysunku, Dyson mógł zająć się pracami nad nowym typem odkurzacza.
Dyson ma z Deirdre Hindmarsh troje dzieci: Emily, Jacoba i Sama.
W roku 1997 Dyson otrzymał Prince Philip Designers Prize.

## Odkurzacze
Pod koniec lat siedemdziesiątych Dyson pracował nad skonstruowaniem odkurzacza działającego na zasadzie cyklonu, którego korzystną cechą jest m.in. to, że siła ssąca urządzenia nie maleje w miarę zasysania pyłu, jak to ma miejsce w tradycyjnych odkurzaczach workowych.
W roku 1983 Dyson wypuścił na rynek w Japonii odkurzacz 'G-Force'. Nowy odkurzacz można było zamawiać wyłącznie przez katalog, aby w ten sposób w Anglii nie zakłócić sprzedaży worków wymienialnych do klasycznych odkurzaczy.
Odkurzacz G-Force miał kolor różowy i cenę rynkową równoważną £2,000. W roku 1991 Dyson otrzymał w Japonii za ten model nagrodę na Międzynarodowych Targach Wzornictwa (International Design Fair). W roku 1986 opatentował swój wynalazek w USA (Nr patentu w USA 4,593,429).
Ponieważ nie udało się Dysonowi sprzedać swojego wynalazku żadnemu liczącemu się producentowi, otworzył swą własne przedsiębiorstwo Dyson Ltd. W czerwcu 1993 roku powstało centrum badawcze oraz fabryka w Malmesbury, Wiltshire.
W roku 2005 ogłoszono, iż odkurzacze Dysona stały się liderem na rynku amerykańskim jeśli chodzi o wartość sprzedaży (a nie liczbę sprzedanych egzemplarzy).

## Inne wynalazki
W październiku 2006 roku Dyson wprowadził na rynek suszarkę do rąk zwaną Dyson Airblade. Strumień nieogrzanego powietrza wytworzonego przez silnik znajdujący się wewnątrz urządzenia wydostaje się na zewnątrz z prędkością 640 km/h przez szparę o średnicy 0,3 milimetra. Ta warstwa powietrza działa jak niewidoczna wycieraczka, która osusza dłonie.

## Fundacja Jamesa Dysona
W 2002 roku została powołana do życia Fundacja Jamesa Dysona mająca na celu promowanie rozwoju wzornictwa i inżynierii. Fundacja ma wspierać młodych ludzi i zachęcać do myślenia niekonwencjonalnego oraz robienia błędów, co wspiera nieskrępowane, kreatywne myślenie. Fundacja ta szczególnie wspiera szkoły w Wiltshire.

## Kontrowersje związane z Brexitem
Dyson był zwolennikiem Brexitu, jednak gdy w referendum zdecydowano się o jego dokonaniu, zdecydował o przeniesieniu głównego biura z 
Wielkiej Brytanii do Singapuru.